# 道洞ジャンクション
道洞ジャンクション（トドンジャンクション）は大韓民国大邱広域市東区にある京釜高速道路（1号線）と益山-浦項高速道路（20号線）を結ぶジャンクションである。

## 接続する路線

### ソウル・釜山方面
- 京釜高速道路（22番）、中央高速道路（12番）（重複区間）

### 浦項方面
- 益山-浦項高速道路（22番）

## 隣
京釜高速道路
- 東大邱JCT - 道洞JCT - 北大邱IC

益山-浦項高速道路
- 八公山IC - 道洞JCT - 青通瓦村IC

Template:益山-浦項高速道路
座標: 北緯35度54分45.9秒 東経128度39分46.9秒 / 北緯35.912750度 東経128.663028度